# Kurt Hector
Kurt Hector noto anche come Kirt (La Plaine, 3 gennaio 1972 – Pond Casse, 19 aprile 2013) è stato un allenatore di calcio dominicense.

## Biografia
Perse la vita in un incidente automobilistico in Pond Casse nelle prime ore del 19 aprile 2013. Con lui morì anche Norran Jno Hope calciatore della squadra nazionale mentre Joslyn Prince sopravvisse. I tre erano in viaggio verso l'aeroporto per dirigersi alle Isole Windward per giocare un torneo di calcio nel fine settimana.